# Detzneria
Detzneria es un género con una sola especie, Detzneria tubata de plantas de flores perteneciente a la familia Scrophulariaceae. 
- Datos: Q8355147